# Ernst I. (Hessen-Rheinfels-Rotenburg)

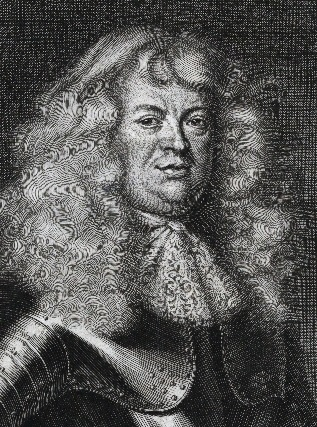
Ernst I.

Ernst von Hessen-Rheinfels-Rotenburg (* 8. Dezember 1623 in Kassel; † 2. Mai 1693 in Köln) war ab 1649 Landgraf von Hessen-Rheinfels und ab 1658 von Hessen-Rheinfels-Rotenburg. Wegen der frühen Tode seiner Brüder stammen alle späteren Fürsten der Rotenburger Quart direkt von Ernst ab. Er wird deshalb als Stammvater der katholischen Rotenburger Quart, einer Gruppe von Seitenlinien im Haus Hessen, betrachtet.

## Familie
Ernst war das elfte Kind aus der zweiten Ehe des Landgrafen Moritz von Hessen-Kassel (1572–1632) mit Juliane von Nassau-Dillenburg (1587–1643) und ein Urenkel Philipps I. des Großmütigen. Landgraf Ernst heiratete 1647 in Frankfurt Gräfin Maria Eleonore von Solms-Hohensolms (1632–1689). Aus dieser Ehe gingen zwei den Vater überlebende Söhne hervor: Wilhelm (1648–1725) und Karl (1649–1711).
Am 3. Januar 1690 heiratete er morganatisch die Offizierstochter Alexandrine Dürnitzel (* 1673, † 1754). Sie wurde als Madame Ernestine bezeichnet.

## Leben
Während des Dreißigjährigen Kriegs im calvinistischen Glauben erzogen, lernte er in seiner Jugend Frankreich und Italien kennen. 1641 befand er sich als Freiwilliger bei der Armee des Marschall de Metterny der Belagerung von Aire in Artois. Er nahm anschließend an Kriegszügen Hessen-Kassels teil. Zunächst als Capitän, dann als Oberstlieutenant (1644), als Oberst zu Pferd (1645) und schließlich als Generalwachtmeister zu Pferd (1648). Er kämpfte in der Schlacht von Alerheim am 3. August 1645; insgesamt nahm er an 30 Belagerungen und Gefechten teil. Nach der Rückeroberung der Niedergrafschaft Katzenelnbogen 1647 durch Truppen der Landgräfin Amalie Elisabeth kam dieses Gebiet erneut an Hessen-Kassel und wurde 1649 an den inzwischen mündig gewordenen Ernst vergeben. Ernst begründete damit die neue Linie Hessen-Rheinfels (die erste Linie Hessen-Rheinfels starb 1583 mit dem kinderlosen Philipp II. (Hessen-Rheinfels) aus). Hessen-Kassel behielt reichsrechtlich die Landeshoheit, wie auch über die anderen Teilgebiete der Rotenburger Quart. Durch verschiedene Hausverträge wurde in den folgenden Jahren das komplizierte Verhältnis zwischen den Linien Hessen-Kassel und Hessen-Rheinfels geregelt, was nicht verhinderte, dass es oft zu politischen oder juristischen Auseinandersetzungen zwischen den beiden Häusern kam.
Ernst wählte die Burg Rheinfels oberhalb der linksrheinischen Stadt St. Goar zu seiner Residenz und ließ sie zu einer imposanten Festung ausbauen. Der neue Landgraf hielt seinen Einzug in Sankt Goar am 30. März 1649.
Durch den Ausbau seiner Residenz und durch die Ansiedlung vieler Behörden seiner Landgrafschaft auf Burg Rheinfels trug er wesentlich zum wirtschaftlichen Aufschwung von St. Goar bei, das unter dem Dreißigjährigen Krieg schwer gelitten hatte.

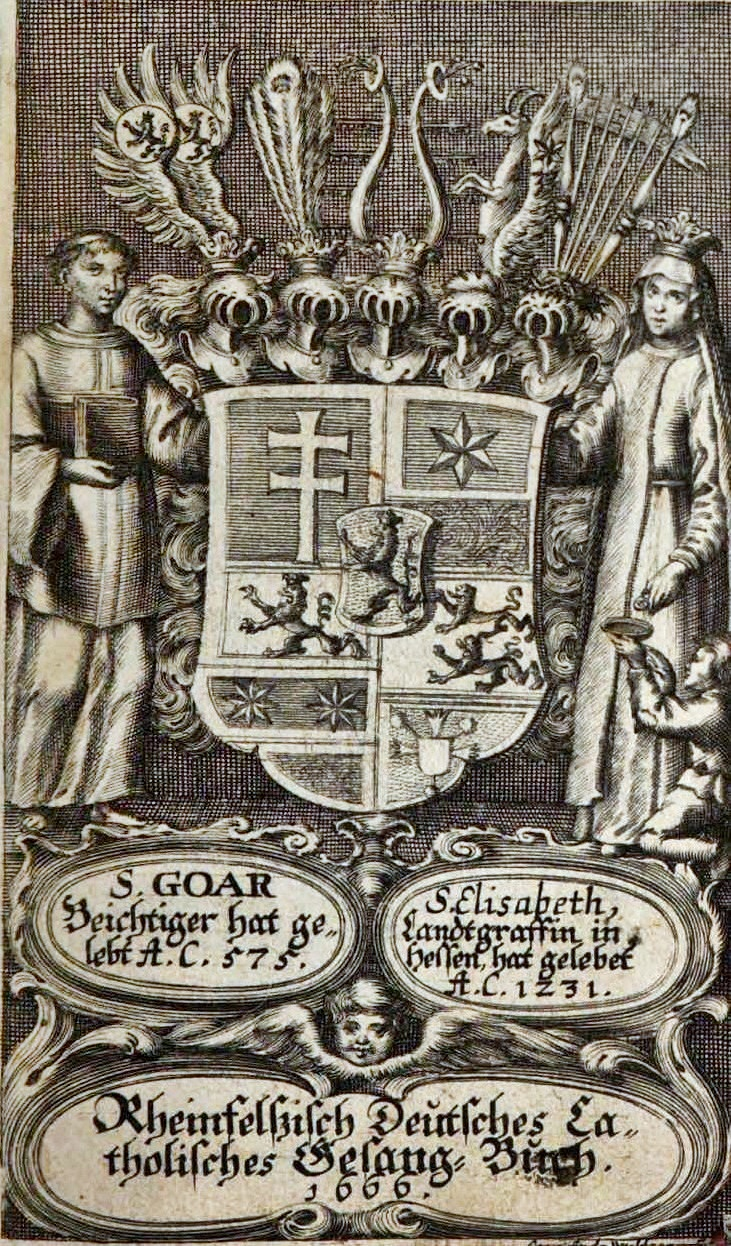
Titelblatt des 1666 durch ihn publizierten Rheinfelsischen Gesangbuches, mit seinem Wappen

Am 6. Januar 1652 konvertierte Ernst in Köln zusammen mit seiner Familie zur römisch-katholischen Kirche. Der Glaubenswechsel fand unter dem maßgeblichen Einfluss der holländischen Theologenbrüder Adrian und Peter van Walenburch statt, die später beide zu Bischöfen berufen wurden. Persönlich blieb Ernst ein religiös toleranter Herrscher, griff aber auch mit eigenen Stellungnahmen in die konfessionellen Auseinandersetzungen seiner Zeit ein. Er stand mit führenden Köpfen seiner Zeit, unter anderem mit Leibniz und Königin Christine von Schweden im Briefkontakt, die knapp zwei Jahre später konvertierte. Vertraglich (Regensburger Vertrag (1654)) ermöglichte er die Gründung der katholischen Gemeinden in St. Goar, Nastätten und Langenschwalbach. Auf seine Initiative geht der Bau der katholischen Kirchen in Nastätten, Bad Schwalbach, St. Goar und Bad Ems zurück.
Nach dem Tod seiner Brüder Friedrich 1655 und Hermann 1658 erbte er deren Mediat-Landgrafschaften Hessen-Eschwege und Hessen-Rotenburg, die ebenfalls Teil der Rotenburger Quart waren, und titulierte sich Ernst von Hessen-Rheinfels-Rotenburg. Am 22. Oktober 1663 wurde er vom Kaiser zum Feldmarschall-Lieutenant ernannt.
1666 ließ er das Rheinfelsische Gesangbuch drucken, das sowohl katholische als auch lutherische und reformierte Lieder enthielt und deshalb nicht weiter aufgelegt wurde. 2002 wurde eines von nur zwei vollständig erhaltenen Exemplaren in München wiederentdeckt und mit Kommentarband nachgedruckt.
Ernst I. wurde getrennt bestattet: Auf seinen Wunsch befindet sich seine Grabstätte in der Wallfahrtskirche Bornhofen am Rhein; sein Herz wurde in der Kirche St. Maria in der Kupfergasse in Köln beigesetzt.
Hinsichtlich seiner Konversion und des als Fürstentum Hersfeld an ihn vererbten Besitzes der ehemaligen Abtei machte der bei ihm auf Burg Rheinfels eingeladene Jesuit und Bollandist Daniel Papebroch 1660 in seinen Reiseerinnerungen folgende Bemerkung:

„Sehr schön ist auf der Burg eine Kapelle mit einer vergoldeten Decke […] Unter der Sängerempore sieht man die Wappen des Landgrafen mit folgender Aufschrift: ‚Ernst, aus seinem Geschlechte der erste Rückkehrer in die katholische Kirche, voll brennender Hoffnung, es mögen ihm gar viele nachfolgen‘. Dann sah man seine einzelnen Wappen, Stück für Stück, ein jedes mit seinem Motto darunter. Die bemerkenswertesten Verse standen unter einem roten Doppelkreuz, das das Wappen der Abtei ist, die im Westfälischen Frieden an den Landgrafen fiel; sie lauten: ‚Unfreiwillig füge ich dieses Wappen meinen Wappen bei; denn was Dein ist, soll man Dir, gekreuzigter Jesu, geben‘.“